# Pulaeus zaherii
Pulaeus zaherii är en spindeldjursart som beskrevs av El-Bishlawy och Rakha 1983. Pulaeus zaherii ingår i släktet Pulaeus och familjen Cunaxidae. Inga underarter finns listade i Catalogue of Life.